# 1988 KING'S ROCK'N'ROLL SHOW -LIVE AT SEIBU STADIUM-
『1988 KING'S ROCK'N'ROLL SHOW -LIVE AT SEIBU STADIUM-』（せんきゅうひゃくはちじゅうはち キングス・ロックンロール・ショウ ライヴ・アット・セイブ・スタジアム）は、日本のロックバンドであるRED WARRIORSの1作目のライブ・アルバム。
1988年9月10日に日本コロムビアのBODYレーベルからリリースされた。3枚目のアルバム『KING'S』（1988年）を受けて同年4月12日の沼津市民文化センター公演から9月29日の香川県県民ホール公演まで行われたコンサートツアー「KING'S ROCK'N'ROLL SHOW」の中から、7月23日の西武球場公演の模様を収録したバンド初のライブ・アルバム。
RED WARRIORS解散後もダイアモンド☆ユカイおよび木暮武彦と交流を続けるキーボーディストの三国義貴がサポート・メンバーとして参加している。本作はオリコンアルバムチャートにおいてLP盤が最高位第3位、総合では最高位第6位となった。

## リリース、チャート成績、批評
本作は1988年9月10日に日本コロムビアのBODYレーベルからLP、CD、CTの3形態でリリースされた。本作のLP盤はオリコンアルバムチャートにて最高位第3位の登場週数11回で売り上げ枚数は0.8万枚となり、CDおよびCTを含めた総合では最高位第6位の登場週数6回で売り上げ枚数は3.5万枚となった。音楽情報サイト『CDジャーナル』では、「屈託ないバンド・キャラクター」が西武球場公演を可能にする人気を集めていると推測し、また演奏力については否定しつつも「雑なところがむしろ憎めない」と述べ、「ユーモアがあるってだけで、日本じゃまず貴重なのだ」と肯定的に評価した。
本作は1992年11月21日に「ベスト・ソングス」シリーズとして、また1994年11月21日に「CD文庫1500シリーズ」として廉価版がCDにて再リリースされた。2007年4月4日には5枚組CD+5枚組DVDのボックス・セット『Lesson 20 -RED WARRIORS 20th Anniversary Box-』に収録される形でデジタル・リマスタリング盤として再リリースされた。その後も2012年7月4日にはタワーレコード限定で再リリースされた。

## 収録曲
- CD付属の歌詞カードに記載されたクレジットを参照[9]。

| #         | タイトル                | 作詞                          | 作曲      | 編曲         | 時間  |
| --------- | ----------------------- | ----------------------------- | --------- | ------------ | ----- |
| 1.        | 「KING'S ROCK'N' ROLL」 | ダイアモンド☆ユカイ           | 木暮武彦  | RED WARRIORS | 5:54  |
| 2.        | 「SHOCK ME」            | 木暮武彦、ダイアモンド☆ユカイ | 木暮武彦  | RED WARRIORS | 3:35  |
| 3.        | 「OUTLAW BLUES」        | ダイアモンド☆ユカイ           | 木暮武彦  | RED WARRIORS | 6:44  |
| 4.        | 「PARTY IS OVER」       | ダイアモンド☆ユカイ           | 木暮武彦  | RED WARRIORS | 4:13  |
| 合計時間: | 合計時間:               | 合計時間:                     | 合計時間: | 合計時間:    | 20:26 |

| #         | タイトル                       | 作詞                | 作曲      | 編曲         | 時間  |
| --------- | ------------------------------ | ------------------- | --------- | ------------ | ----- |
| 5.        | 「WINE & ROSES」               | 木暮武彦            | 木暮武彦  | RED WARRIORS | 5:32  |
| 6.        | 「ROYAL STRAIGHT FLUSH R & R」 | ダイアモンド☆ユカイ | 木暮武彦  | RED WARRIORS | 7:04  |
| 7.        | 「NEVER GIVE UP」              | 木暮武彦            | 木暮武彦  | RED WARRIORS | 5:46  |
| 8.        | 「IT'S ALL RIGHT」             | RED WARRIORS        | 木暮武彦  | RED WARRIORS | 5:47  |
| 合計時間: | 合計時間:                      | 合計時間:           | 合計時間: | 合計時間:    | 24:09 |

## スタッフ・クレジット
- CD付属の歌詞カードに記載されたクレジットを参照[9]。

### RED WARRIORS
- 田所 “ダイアモンド☆ユカイ” 豊 – ボーカル、ハープ、ウクレレ、カズー、ギター
- 木暮 "SHÄKE" 武彦 – ギター、コーラス
- 小川清史 – ベース、コーラス
- 小沼 "COMMA" 達也 – ドラムス、コーラス

### 参加ミュージシャン
- 三国義貴 – キーボード

### 録音スタッフ
- RED WARRIORS – プロデューサー
- 宗清裕之（日本コロムビア） – コ・プロデューサー
- 坂元達也 – エンジニアリング

### 制作スタッフ
- 本木元（マザーエンタープライズ） – コンサート・プロデューサー
- 永野 "KAZUNI" 治 – エキップメント・テクニシャン
- 川崎 "BORU" 嘉之 – エキップメント・テクニシャン
- 大城恵 – スタイリスト
- 佐藤庄平（マザーエンタープライズ） – 広報担当者
- やまぐちいずみ（日本コロムビア） – 広報担当者
- 佐藤渉（マザーエンタープライズ） – 広報担当者
- かとうけいいち（マザーエンタープライズ） – 広報担当者
- うえはらまこと（日本コロムビア） – 広報担当者
- 空田満（マザーエンタープライズ） – マネージャー
- ないとうあやひろ（マザーエンタープライズ） – マネージャー
- パール楽器製造 – 楽器
- ビル・ローレンス – 楽器
- モーリス楽器製造 – 楽器
- PGM – 楽器
- ダダリオ – 楽器
- 福田信（マザーエンタープライズ） – エグゼクティブ・プロデューサー

### 美術スタッフ
- 後藤繁雄 – クリエイティブ・ディレクター
- 三浦憲治 – 写真撮影
- DIAMOND HEAD'S – アート・ディレクション、デザイン

## チャート
| チャート         | 最高順位 | 登場週数 | 売上数  | 規格       | 出典  |
| ---------------- | -------- | -------- | ------- | ---------- | ----- |
| 日本（オリコン） | 3位      | 11回     | 0.8万枚 | LP         | [ 2 ] |
| 日本（オリコン） | 6位      | 6回      | 3.5万枚 | LP, CT, CD | [ 3 ] |

## リリース日一覧
| No. | 日付           | レーベル                                   | 規格   | カタログ番号 | 備考 | 出典          |
| --- | -------------- | ------------------------------------------ | ------ | ------------ | --- | ------------- |
| 1   | 1988年9月10日  | 日本コロムビア／BODY                       | LP     | AF-7498      | |               |
| 2   | 1988年9月10日  | 日本コロムビア／BODY                       | CT     | CAR-1573     | |               |
| 3   | 1988年9月10日  | 日本コロムビア／BODY                       | CD     | 32CA-2580    | |               |
| 4   | 1992年11月21日 | 日本コロムビア／BODY                       | CD     | COCA-10358   | ベスト・ソングス（廉価版）                                                                                         |               |
| 5   | 1994年11月21日 | 日本コロムビア／BODY                       | CD     | COCA-12147   | CD文庫1500シリーズ（廉価版）                                                                                       | [ 5 ] [ 10 ]  |
| 6   | 2007年4月4日   | コロムビア・ミュージックエンタテインメント | CD     | COZA-51038   | ボックス・セット『Lesson 20 -RED WARRIORS 20th Anniversary Box-』収録 紙ジャケット仕様、デジタル・リマスタリング盤 | [ 11 ] [ 12 ] |
| 7   | 2011年5月11日  | 日本コロムビア／BODY                       | AAC-LC | -            | デジタル・ダウンロード                                                                                             | [ 13 ]        |
| 8   | 2012年7月4日   | Tower To The People                        | CD     | TWCP-20      | | [ 1 ]         |